# Campeonato Sudamericano de Voleibol Femenino de 2009
La XXVIII edición del Campeonato Sudamericano de Voleibol Femenino se llevó a cabo del 30 de septiembre al 4 de octubre de 2009 en la ciudad de Porto Alegre, Brasil. El torneo contó con la participación de 8 equipos nacionales sudamericanos que compitieron por un cupo para la Gran Copa de Campeones de Voleibol de 2009 realizado Japón.

## Equipos participantes
- Argentina
- Brasil
- Chile
- Colombia
- Paraguay
- Perú
- Uruguay
- Venezuela

## Grupos
| Grupo A   | Grupo B   |
| --------- | --------- |
| Argentina | Chile     |
| Brasil    | Colombia  |
| Paraguay  | Perú      |
| Uruguay   | Venezuela |

## Primera fase

### Grupo A
| Pos | Equipo    | PJ | PG | PP | SF | SC | PTS |
| --- | --------- | -- | -- | -- | -- | -- | --- |
| 1   | Brasil    | 3  | 3  | 0  | 9  | 0  | 6   |
| 2   | Argentina | 3  | 2  | 1  | 6  | 3  | 5   |
| 3   | Uruguay   | 3  | 1  | 2  | 3  | 7  | 4   |
| 4   | Paraguay  | 3  | 0  | 3  | 1  | 9  | 3   |

Resultados
| Fecha            | Encuentro            | Resultado | Set   | Set   | Set   | Set   | Set | Puntuación total |
| Fecha            | Encuentro            | Resultado | 1     | 2     | 3     | 4     | 5   | Puntuación total |
| ---------------- | -------------------- | --------- | ----- | ----- | ----- | ----- | --- | ---------------- |
| 30 de septiembre | Uruguay - Argentina  | 0-3       | 15-25 | 17-25 | 10-25 |       |     | 42-75            |
| 30 de septiembre | Brasil - Paraguay    | 3-0       | 25-10 | 25-05 | 25-10 |       |     | 75-25            |
| 1 de octubre     | Argentina - Paraguay | 3-0       | 25-9  | 25-14 | 25-2  |       |     | 75-25            |
| 1 de octubre     | Brasil - Uruguay     | 3-0       | 25-7  | 25-14 | 25-17 |       |     | 75-38            |
| 2 de octubre     | Uruguay - Paraguay   | 3-1       | 21-25 | 25–11 | 25–12 | 25–15 |     | 96–63            |
| 2 de octubre     | Brasil - Argentina   | 3-0       | 25–15 | 25–15 | 25–23 |       |     | 75–53            |

### Grupo B
| Pos | Equipo    | PJ | PG | PP | SG | SP | PTS |
| --- | --------- | -- | -- | -- | -- | -- | --- |
| 1   | Perú      | 3  | 3  | 0  | 9  | 1  | 6   |
| 2   | Colombia  | 3  | 2  | 1  | 7  | 4  | 5   |
| 3   | Venezuela | 3  | 1  | 2  | 4  | 6  | 4   |
| 4   | Chile     | 3  | 0  | 3  | 0  | 9  | 3   |

Resultados
| Fecha            | Encuentro            | Resultado | Set   | Set   | Set   | Set   | Set | Puntuación total |
| Fecha            | Encuentro            | Resultado | 1     | 2     | 3     | 4     | 5   | Puntuación total |
| ---------------- | -------------------- | --------- | ----- | ----- | ----- | ----- | --- | ---------------- |
| 30 de septiembre | Venezuela - Colombia | 1-3       | 10-25 | 29-27 | 23-25 | 23-25 |     | 85-102           |
| 30 de septiembre | Perú - Chile         | 3-0       | 25-16 | 25-13 | 25-18 |       |     | 75-47            |
| 1 de octubre     | Venezuela - Chile    | 3-0       | 25-19 | 25-13 | 30-28 |       |     | 80-60            |
| 1 de octubre     | Perú - Colombia      | 3-1       | 21-25 | 25-20 | 25-20 | 25-13 |     | 96-78            |
| 2 de octubre     | Colombia - Chile     | 3-0       | 25-19 | 25-9  | 25-15 |       |     | 75-43            |
| 2 de octubre     | Perú - Venezuela     | 3-0       | 25-19 | 25-11 | 25-14 |       |     | 75-44            |

## 7° puesto
Disputado por los equipos ubicados en el cuarto lugar de cada grupo en la fase anterior.
| Fecha        | Encuentro        | Resultado | Set   | Set   | Set   | Set | Set | Puntuación total |
| Fecha        | Encuentro        | Resultado | 1     | 2     | 3     | 4   | 5   | Puntuación total |
| ------------ | ---------------- | --------- | ----- | ----- | ----- | --- | --- | ---------------- |
| 3 de octubre | Paraguay - Chile | 0-3       | 19–25 | 15–25 | 22–25 |     |     | 56–75            |

## 5° lugar
Disputado por los equipos ubicados en el tercer lugar de cada grupo en la fase anterior.
| Fecha        | Encuentro           | Resultado | Set   | Set   | Set   | Set   | Set  | Puntuación total |
| Fecha        | Encuentro           | Resultado | 1     | 2     | 3     | 4     | 5    | Puntuación total |
| ------------ | ------------------- | --------- | ----- | ----- | ----- | ----- | ---- | ---------------- |
| 3 de octubre | Uruguay - Venezuela | 3-2       | 24–26 | 27–29 | 25–16 | 34-32 | 15–8 | 125–111          |

## Cuadro final
|  | Semifinales | Semifinales |   |      | Final      | Final |  |
|  |             |             |   |      |            |       |  |
|  |             |             |   |      |            |       |  |
|  |             |             |   |      |            |       |  |
|  | Perú        | 1           |   |      |            |       |  |
|  | Argentina   | 3           |   |      |            |       |  |
|  |             |             |   |      |            |       |  |
|  |             |             |   |      |            |       |  |
|  |             |             |   |      | Argentina  | 0     |  |
|  |             | Brasil      | 3 |      |            |       |  |
|  |             |             |   |      |            |       |  |
|  |             |             |   |      |            |       |  |
|  |             |             |   |      | 3.º puesto |       |  |
|  |             |             |   |      |            |       |  |
|  | Brasil      | 3           |   | Perú | 3          |       |  |
|  | Colombia    | 0           |   |      | Colombia   | 1     |  |

## Semifinal
Las semifinales fueron disputadas de la siguiente manera: 1° Grupo A vs. 2° Grupo B; 1° Grupo B vs. 2° Grupo A.
| Fecha        | Encuentro         | Resultado | Set   | Set   | Set   | Set   | Set | Puntuación total |
| Fecha        | Encuentro         | Resultado | 1     | 2     | 3     | 4     | 5   | Puntuación total |
| ------------ | ----------------- | --------- | ----- | ----- | ----- | ----- | --- | ---------------- |
| 3 de octubre | Perú - Argentina  | 1-3       | 25-17 | 23-25 | 19-25 | 21-25 |     | 88-92            |
| 3 de octubre | Brasil - Colombia | 3-0       | 25-16 | 25-14 | 25-6  |       |     | 75-36            |

## Tercer lugar
Disputada por los equipos perdedores de la fase semifinal.
| Fecha        | Encuentro       | Resultado | Set   | Set   | Set   | Set   | Set | Puntuación total |
| Fecha        | Encuentro       | Resultado | 1     | 2     | 3     | 4     | 5   | Puntuación total |
| ------------ | --------------- | --------- | ----- | ----- | ----- | ----- | --- | ---------------- |
| 4 de octubre | Perú - Colombia | 3-1       | 25-11 | 25-21 | 22-25 | 25-14 |     | 97-71            |

## Final
Se enfrentaron los equipos ganadores de la fase semifinal.
| Fecha        | Encuentro          | Resultado | Set   | Set   | Set   | Set | Set | Puntuación total |
| Fecha        | Encuentro          | Resultado | 1     | 2     | 3     | 4   | 5   | Puntuación total |
| ------------ | ------------------ | --------- | ----- | ----- | ----- | --- | --- | ---------------- |
| 4 de octubre | Brasil - Argentina | 3-0       | 25-16 | 25-16 | 25-22 |     |     | 75-54            |

| Brasil            |
| Campeón           |
| BRASIL 16º título |

## Clasificación final
| Pos | Equipo    |
| --- | --------- |
| 1   | Brasil    |
| 2   | Argentina |
| 3   | Perú      |
| 4   | Colombia  |
| 5   | Uruguay   |
| 6   | Venezuela |
| 7   | Chile     |
| 8   | Paraguay  |

## Distinciones individuales
| Distinción      | Nombre            | Equipo    |
| --------------- | ----------------- | --------- |
| MVP             | Fabiana Alvim     | Brasil    |
| Mejor Anotadora | Leyla Chihuán     | Perú      |
| Mejor Ataque    | Leyla Chihuán     | Perú      |
| Mejor Bloqueo   | Carol Gattaz      | Brasil    |
| Mejor Servicio  | Yael Castiglione  | Argentina |
| Mejor Armadora  | Dani Lins         | Brasil    |
| Mejor Recepción | Fabi              | Brasil    |
| Mejor Defensa   | Marianela Robinet | Argentina |
| Mejor Líbero    | Marianela Robinet | Argentina |